# Godło Palau
Godło Palau to okrągła pieczęć, w której centrum znajduje się abai (miejscowy dom gminny) stojący na platformie z 16 kamieni-symbolizującymi 16 stanów tworzących Republikę. Pod kamieniami umieszczona jest data 1981. Pośrodku pieczęci wstęga z napisem "Official seal".
Pieczęć przyjęta została 1 stycznia 1981 roku i bazuje na dawnej pieczęci Terytorium Powierniczego Wysp Pacyfiku z 1955 roku. 